# 山﨑晃司
山﨑 晃司（やまざき こうじ、1961年 - ）は、日本の農学博士。東京農業大学教授。クマを中心とした動物生態学、保全生態学の研究を専門としている。

## 経歴
1961年に東京都で生まれる。1989年、東京農工大学農学部一般教育部研究生修了。東アフリカザンビア共和国生態調査官、東京都高尾自然科学博物館学芸員、茨城県自然博物館首席学芸員などを経て、現在は東京農業大学地域環境科学部の教授として勤務。
ツキノワグマの生態についての研究で知られ、2016年に秋田県鹿角市で発生した十和利山熊襲撃事件の際は、現地の自治体職員らとともに現地調査ならびに調査報告会を行い、「クマが第一の犠牲者を食害していたというは事実から再発の危険が予期されるのに、重要性が認識されておらず、県警から自治体への情報共有がされていなかった」と行政の初期対応における問題点を指摘した。
IUCNクマ専門家部会委員、日本クマネットワーク元代表（現在は国際交流委員会委員長）。

## 著書
- 『ムーンベアーも月を見ている－クマを知る、クマから学ぶ 現代クマ学最前線』、フライの雑誌社、2019年1月
- 『ツキノワグマ　すぐそこにいる野生動物』、東京大学出版会、2017年8月

その他、共著本多数。